# Natatolana gorung
Natatolana gorung är en kräftdjursart som beskrevs av Bruce1986. Natatolana gorung ingår i släktet Natatolana och familjen Cirolanidae. Inga underarter finns listade i Catalogue of Life.